# Томаш Мойжиш
Томаш Мойжиш (чеськ. Tomáš Mojžíš; 2 травня 1982, м. Колін, ЧССР) — чеський хокеїст, захисник. Виступає за ХК «Білі Тигри» (Ліберець) (Чеська екстраліга).
Вихованець хокейної школи ХК «Колін». Виступав за «Мус-Джо Ворріорс» (ЗХЛ), «Сієтл Тандербердс» (ЗХЛ), ХК «Простейов», «Манітоба Мус» (АХЛ), «Ванкувер Канакс», «Пеорія Рівермен» (АХЛ), «Сент-Луїс Блюз», «Сибір» (Новосибірськ), «Х'юстон Аерос» (АХЛ), «Міннесота Вайлд», МОДО, «Динамо» (Мінськ), ТПС (Турку), «Лев» (Прага).
В чемпіонатах НХЛ — 17 матчів (1+2). В чемпіонатах Швеції — 52 матчі (5+5). У чемпіонатах Фінляндії — 59 матчів (6+26).
У складі національної збірної Чехії учасник чемпіонату світу 2010 і 2012 (15 матчів, 1+0). У складі молодіжної збірної Чехії учасник чемпіонату світу 2002. У складі юніорської збірної Чехії учасник чемпіонату світу 2000.
Досягнення
- Чемпіон світу (2010), бронзовий призер (2012). Чемпіон Чехії (2016).